# Anthropogenetische Geomorphologie
Dieser Artikel wurde wegen inhaltlicher Mängel auf der Qualitätssicherungsseite des Portals Geowissenschaften eingetragen. Dies geschieht, um die Qualität der Artikel im Themengebiet Geowissenschaften zu steigern. Bitte hilf mit, die Mängel zu beseitigen, oder beteilige dich an der Diskussion. (+)

Begründung: Inhaltsarm--Berita (Diskussion) 21:13, 15. Mär. 2012 (CET)
Die Anthropogenetische Geomorphologie ist ein Gebiet der Geomorphologie (Landformenkunde), welches die anthropogenen (von Menschen gemachte) Einflüsse auf Oberflächenformen der Erde beschreibt und erforscht.
Bei der Betrachtung der Einflüsse des Menschen auf das Relief wird die Entstehung von quasi-natürlichen Oberflächenformen erforscht. Die anthropogen geschaffenen Formen sind meist das erdgeschichtlich jüngste Stadium einer geomorphologischen Entwicklungsreihe.

## Publikationen
- Kiesewetter: Das einzigartige Europa: wie ein Kontinent reich wurde incl. Kapitel über die Anthropogenetische Geomorphologie.